# Spathiphyllum silvicola
Spathiphyllum silvicola ist eine Pflanzenart aus der Familie der Aronstabgewächse (Araceae). Sie wächst als ausdauernde krautige Pflanze und ist in Costa Rica, Panama und Kolumbien heimisch.

## Beschreibung

### Vegetative Merkmale
Spathiphyllum silvicola ist eine ausdauernde krautige Pflanze mit kurzem, kriechendem Rhizom. Sie führt keinen Milchsaft. Die zweizeilig am Rhizom stehenden Blätter sind 13–76 cm lang gestielt. Der Blattstiel ist unten auf etwa 1/3 bis 3/5 seiner Länge als Blattscheide ausgebildet und weist an seinem oberen Ende eine 1–2 cm lange Verdickung (Geniculum) auf, die bei Bedarf als Gelenk dient. Die einfachen und ungeteilten, ganzrandigen Blattspreiten sind schmal elliptisch bis lanzettlich, am Grund keilig oder seltener abgerundet und vorne zugespitzt. Sie sind 15–38,5 cm lang und 4,5–11,5(–15,3) cm breit. Sie besitzen beiderseits jeweils (9–)12–23 Seitennerven erster Ordnung, die mit ihren zur Blattspitze hin gebogenen Enden den Spreitenrand erreichen, und parallel dazu weitere dazwischenliegende schwächere Nerven. Die Seitennerven bilden in der Blattmitte mit der Mittelrippe ungefähr einen Winkel von 60–70 Grad.

### Generative Merkmale
Der einzeln stehende, kolbige Blütenstand ist ungefähr 35–96 cm lang gestielt. Die weit offene Spatha ist zur Blütezeit hellgrün oder weiß mit grüner Nervatur und bleibt auch nach der Blüte erhalten. Sie ist ungefähr 7,9–15 cm lang und 1,7–4,3 cm breit und hat eine lanzettliche oder schmal elliptische bis eiförmig-lanzettliche Form. Die Spatha läuft 0,4–1,4 cm weit am Blütenstandsstiel herab und ist vorne lang zugespitzt, mit später etwas zurückgekrümmter Spitze. Der weiße, später gelblich oder grün werdende, einheitlich mit zwittrigen Blüten besetzte Blütenkolben ist ungefähr 3,6–7,3 cm lang, hat etwa 4–8 mm Durchmesser und ist in der Spatha 0,4–1,6 cm lang gestielt.

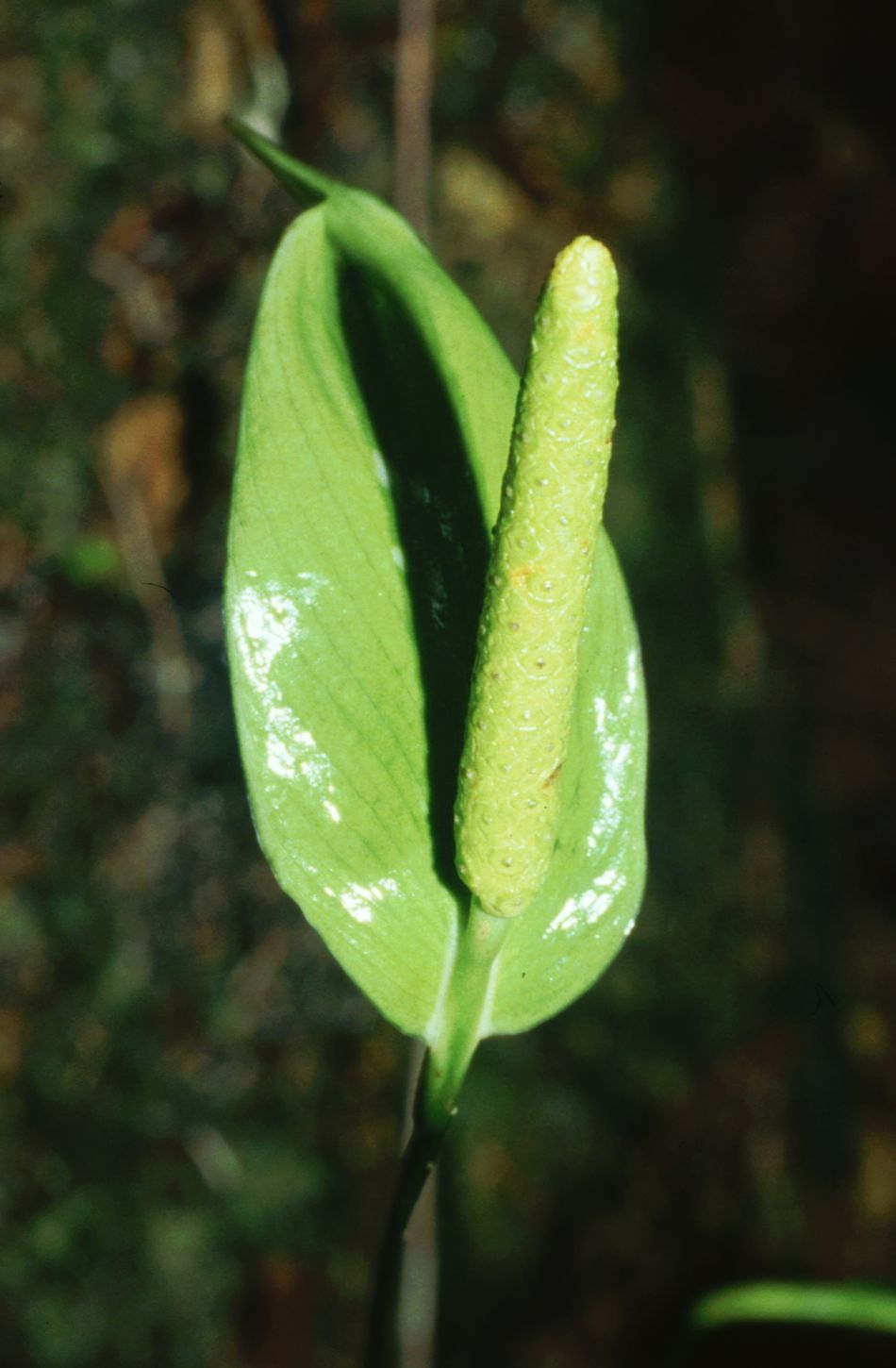
Spathiphyllum silvicola, Blütenstand

Die meist sechs Perigonblätter sind in ihrer unteren Hälfte miteinander verwachsen, an der Spitze frei. Es sind meist sechs freie Staubblätter mit kurzen Staubfäden vorhanden. Der verkehrt pyramidale, oben gestutzte Stempel ist ungefähr so lang wie die Blütenhülle. Nur die dreilappige Narbe überragt die Blütenhülle geringfügig. Im oberständigen, meist dreifächerigen Fruchtknoten sitzen in jedem Fach 2–3, insgesamt 6–7 Samenanlagen an der zentralwinkelständigen Plazenta. Die Früchte sind Beeren, die in reifem Zustand weiß sind und eine gelbe Spitze aufweisen.
Die Pflanzen können fast zu jeder Jahreszeit blühen. Nur in den Monaten März und April wurden bisher keine blühenden Individuen beobachtet.

## Verbreitung und Lebensraum
Die Art galt bis 2003 als ein Endemit der pazifischen Seite von Costa Rica, ist inzwischen aber auch aus Panama und dem Westen von Kolumbien nachgewiesen.
Sie wächst hauptsächlich in tropischen Tieflands-Regenwäldern, von Meeresniveau bis in etwa 500(–950) m Seehöhe.

## Taxonomie
Spathiphyllum silvicola wurde 1976 von Richard A. Baker auf der Grundlage von Aufsammlungen des US-amerikanischen Botanikers Paul Hamilton Allen beschrieben. Der Typusfundort liegt im Kanton Osa in der Provinz Puntarenas im Süden von Costa Rica. Bis zur Erstbeschreibung sind Pflanzen dieser Art meist für Spathiphyllum fulvovirens gehalten worden, eine ebenfalls in Costa Rica, allerdings nur an der karibischen Seite vorkommende Art, die sich unter anderem durch größere Blätter und Blütenkolben unterscheidet. Beide Arten werden innerhalb der Gattung Spathiphyllum zur Sektion Amomophyllum gestellt. Habituell sehr ähnlich ist außerdem das weiter verbreitete Spathiphyllum laeve, das als Angehöriger der Sektion Massowia nicht nahe verwandt ist und sich durch die zu einem ungeteilten, ganzrandigen Becher verwachsene Blütenhülle unterscheidet.

## Etymologie
Das Artepitheton silvicola setzt sich aus lat. silva (Wald) und lat. -cola (-bewohner) zusammen und bedeutet also Waldbewohner. Es bezieht sich auf das Vorkommen der Art im Inneren (forest shade) von tropischen Wäldern. Das Wort ist ein Substantiv und kann deshalb mit seiner Endung nicht an den Gattungsnamen angepasst werden. Der Gattungsname Spathiphyllum setzt sich aus Spatha, der Bezeichnung für das auffällige Hochblatt, das den Blütenstand der Aronstabgewächse begleitet, und dem altgriechischen Wort φύλλον (phýllon, dt. Blatt) zusammen. Der Name bezieht sich darauf, dass sich bei dieser Gattung die Spatha weniger stark von Laubblättern unterscheidet, als das sonst bei Aronstabgewächsen üblich ist.